# Domek w Kołomnie
Domek w Kołomnie (ros. Домик в Коломне) – emigracyjna rosyjska grupa literacka w II Rzeczypospolitej
Grupa działała w latach 1934–1936 w Warszawie. W jej skład wchodzili m.in. Jewgienija S. Weber-Chiriakowa, Leon Gomolicki, Dmitrij W. Fiłosofow. Grupa nawiązywała do tradycji puszkińskiej. W zebraniach, które odbywały się mieszkaniu D. W. Fiłosofowa, uczestniczyli też Polacy, jak Józef Czapski wraz z siostrą Marią Czapską, Julian Tuwim, Rafał Marceli Blüth, Jerzy Stempowski, Jerzy Czechowicz, Karol Wiktor Zawodziński, Maria Dąbrowska. Poruszane tematy były podzielone na 4 grupy tematyczne: literatura rosyjska, literatura polska, literatura światowa, sprawy literackie. O działalności grupy regularnie informował rosyjski tygodnik „Miecz” i polskie „Wiadomości Literackie”. Na ostatnim zebraniu J. Tuwim zaprezentował swój przekład na polski poematu „Domik w Kołomnie” Aleksandra S. Puszkina.

## Opracowania naukowe poświęcone Domkowi w Kołomnie
- Piotr Mitzner, Warszawski "Domek w Kołomnie": rekonstrukcja, Warszawa, Biblioteka "Więzi", 2014.
- Piotr Mitzner, Warszawski krąg Dymitra Fiłosofowa, Warszawa, Biblioteka "Więzi", 2015.